# Ulises Segura
Ulises Segura est un footballeur international costaricien né le 23 juin 1993 à Guadalupe. Il joue au poste de milieu de terrain.

## Biographie

### En club
Avec l'équipe du Deportivo Saprissa, il joue neuf matchs en Ligue des champions de la CONCACAF, marquant un but.
Le 13 décembre 2020, il rejoint la franchise d'expansion de l'Austin FC en contrepartie de 150 000 dollars en allocation monétaire. Son contrat est racheté par Austin le 25 janvier 2022 et il se retrouve ainsi joueur libre.

### En équipe nationale
En 2015, Ulises Segura participe au Festival international espoirs – Tournoi Maurice-Revello avec le Costa Rica, qui se déroule en Provence-Alpes-Côte d'Azur. Le Costa Rica, termine 8ème du Tournoi de Toulon 2015.
Il joue son premier match en équipe du Costa Rica le 15 janvier 2017, contre le Belize (victoire 0-3).
En juillet 2017, il participe à la Gold Cup organisée aux États-Unis. Lors de cette compétition, il joue deux matchs, contre la Guyane et le Panama.

## Palmarès
- Champion du Costa Rica en 2014 (Clausura) et 2016 (Clausura).